# Blue Jasmine
Blue Jasmine è un film del 2013 scritto e diretto da Woody Allen, con protagonista Cate Blanchett, che si è aggiudicata il Premio Oscar per la Miglior attrice protagonista.
Il film è un omaggio a Un tram che si chiama Desiderio, pièce di cui echeggia la trama.

## Trama
Jasmine si trasferisce da New York, dove conduceva una vita agiata, a San Francisco, nel modesto appartamento della sorella adottiva Ginger. Jasmine è affetta da alcuni problemi psicologici, aumentati dopo la fine del suo matrimonio con Hal, uomo ricchissimo che tramite investimenti finanziari ha truffato molta gente. Hal è stato arrestato, e si è tolto la vita in carcere. Il suo crack finanziario ha inevitabilmente avuto conseguenze anche su Jasmine, rimasta senza soldi e costretta a trasferirsi dalla sorella.
Un giorno Ginger e Jasmine escono per andare a bere qualcosa insieme. La prima le presenta il suo nuovo fidanzato, Chili, il quale ha portato con sé l'amico Eddie: i due non sono per niente simpatici a Jasmine, la quale si rifiuta di dare il numero di telefono all'amico di Chili. La donna decide di tentare la carriera di arredatrice d'interni. Per pagarsi le lezioni d'informatica, Jasmine inizia a lavorare dal dottor Flicker, un dentista amico di Eddie. L'uomo tuttavia la bersaglia dapprima con apprezzamenti sconvenienti, finché un giorno tenta di baciarla: in seguito all'episodio, Jasmine lascia il lavoro.
Un giorno una sua amica la invita ad una festa; Jasmine ci va in compagnia di Ginger e entrambe conoscono persone nuove: quest'ultima, influenzata dalle continue critiche di sua sorella su Chili, si lascia andare a una relazione sessuale con un uomo di nome Alan, mentre Jasmine conosce un ricco diplomatico di nome Dwight, vedovo da poco, che manifesta subito interesse nei suoi confronti. La donna preferisce tenergli nascosto il suo passato e mente dicendo di essere già un'arredatrice nonché vedova di un chirurgo.
I due hanno una relazione e Dwight decide di fidanzarsi ufficialmente con lei. I due però incontrano Augie, l'ex-marito di Ginger, il quale, in procinto di trasferirsi in Alaska per lavoro, manifesta con rabbia a Jasmine tutto il suo risentimento, rivelando così a Dwight il passato della donna; Augie riferisce inoltre che il figlio di Hal, Danny, scappato di casa dopo l'arresto di suo padre e per molti anni vittima della droga, vive adesso a Oakland e si è rifatto una vita. Dwight, furioso per le menzogne di Jasmine, rompe subito il fidanzamento; la donna si reca quindi a trovare Danny per chiedergli aiuto, ma il ragazzo le dice chiaramente che non vuole più vederla perché gli ha rovinato la vita. Si scopre infatti che fu proprio Jasmine a denunciare il marito, per ripicca dopo aver scoperto le tante relazioni extra-coniugali e che lui voleva lasciarla.
Jasmine torna a casa di Ginger; le due sorelle hanno quindi una pesante discussione, ma stavolta Ginger difende Chili dopo aver scoperto che Alan è sposato. Jasmine replica - mentendo - che Dwight le ha appena chiesto di sposarlo, e annuncia che sta per andarsene per sempre, quando in realtà non ha alcun posto dove andare e questa volta è davvero sola.

## Produzione

### Riprese
Le riprese del film, iniziate il 12 agosto e terminate il 19 settembre 2012, si svolgono interamente negli Stati Uniti d'America, tra le città di New York, San Francisco ed altre cittadine, tutte comprese tra gli stati della California e New York.

### Cast
L'attore Bradley Cooper fu scelto dal regista Woody Allen per un ruolo principale, ma dovette rifiutare il progetto per conflitti di programmazione con altre pellicole.
Louis C.K. fu inizialmente scelto per il ruolo che poi è andato ad Andrew Dice Clay. Woody Allen ha dichiarato che Louis C.K. era troppo dolce e gentile per essere credibile in quel ruolo e gli fu poi offerto un altro ruolo nel film.

## Promozione
Il primo trailer del film viene diffuso online il 9 giugno 2013 tramite il sito Yahoo Movies.

## Distribuzione
La pellicola è stata distribuita nelle sale cinematografiche statunitensi a partire dal 26 luglio 2013, mentre in Italia dal 5 dicembre 2013.

### Divieti
Negli Stati Uniti d'America la MPAA ha vietato il film ai minori di 13 anni non accompagnati per la presenza di contenuti sessuali e tematiche adulte.

### Edizione italiana
La direzione del doppiaggio è a cura di Maura Vespini, su dialoghi di Elettra Caporello, per conto della Technicolor spa.

## Accoglienza

### Critica
Sull'aggregatore Rotten Tomatoes il film riceve il 90% delle recensioni professionali positive con un voto medio di 8,1 su 10 basato su 231 critiche, mentre su Metacritic ottiene un punteggio di 78 su 100 basato su 47 critiche.

## Riconoscimenti
- 2014 - Premio Oscar
  - Miglior attrice protagonista a Cate Blanchett
  - Candidatura per la miglior attrice non protagonista a Sally Hawkins
  - Candidatura per la miglior sceneggiatura originale a Woody Allen
- 2014 - Golden Globe
  - Migliore attrice in un film drammatico a Cate Blanchett
  - Candidatura per la miglior attrice non protagonista a Sally Hawkins
- 2014 - Premio BAFTA
  - Migliore attrice protagonista a Cate Blanchett
  - Candidatura per la miglior attrice non protagonista a Sally Hawkins
  - Candidatura per la miglior sceneggiatura originale a Woody Allen
- 2014 - Screen Actors Guild Award
  - Miglior attrice protagonista a Cate Blanchett
- 2014 - Premio César
  - Candidatura per il miglior film straniero
- 2014 - David di Donatello
  - Candidatura per il miglior film straniero
- 2014 - Empire Awards
  - Miglior attrice non protagonista a Sally Hawkins
  - Candidatura per la miglior attrice protagonista a Cate Blanchett
- 2014 - Independent Spirit Awards
  - Miglior attrice protagonista a Cate Blanchett
  - Candidatura per la miglior attrice non protagonista a Sally Hawkins
  - Candidatura per la miglior sceneggiatura a Woody Allen
- 2013 - Boston Society of Film Critics Awards
  - Miglior attrice a Cate Blanchett
- 2013 - British Independent Film Awards
  - Candidatura per il miglior film indipendente
- 2013 - Critics' Choice Movie Award
  - Miglior attrice a Cate Blanchett
  - Candidatura per la miglior sceneggiatura originale a Woody Allen
- 2014 - Central Ohio Film Critics Association Awards
  - Candidatura per la miglior attrice protagonista a Cate Blanchett
- 2013 - Chicago Film Critics Association Awards
  - Miglior attrice protagonista aCate Blanchett
  - Candidatura per la miglior sceneggiatura originale a Woody Allen
- 2014 - London Critics Circle Film Awards
  - Attrice dell'anno a Cate Blanchett
  - Candidatura per il film dell'anno
  - Candidatura per l'attrice non protagonista dell'anno a Sally Hawkins
  - Candidatura per l'attrice britannica non protagonista dell'anno a Sally Hawkins
- 2013 - Los Angeles Film Critics Association Award
  - Miglior attrice protagonista a Cate Blanchett
- 2013 - New York Film Critics Circle Awards
  - Miglior attrice protagonista a Cate Blanchett
- 2013 - Phoenix Film Critics Society Awards
  - Miglior attrice protagonista a Cate Blanchett
- 2013 - San Diego Film Critics Society Awards
  - Miglior attrice protagonista a Cate Blanchett
  - Candidatura per la miglior attrice non protagonista a Sally Hawkins
  - Candidatura per la miglior sceneggiatura originale a Woody Allen
- 2013 - Satellite Award
  - Miglior attrice protagonista a Cate Blanchett
  - Candidatura per il miglior film
  - Candidatura per il miglior regia a Woody Allen
  - Candidatura per la miglior attrice non protagonista a Sally Hawkins
  - Candidatura per la miglior sceneggiatura originale a Woody Allen
- 2014 - AACTA Award
  - Miglior attrice internazionale a Cate Blanchett
  - Candidatura per la miglior attrice non protagonista a Sally Hawkins
  - Candidatura per la miglior sceneggiatura a Woody Allen
- 2015 - Artios Award
  - Candidatura per il miglior casting per un film drammatico a Juliet Taylor, Patricia Kerrigan DiCerto e Nina Henninger
- 2013 - Dallas-Fort Worth Film Critics Association Awards
  - Miglior attrice protagonista a Cate Blanchett
  - Candidatura per la miglior attrice non protagonista a Sally Hawkins
- 2013 - Gotham Awards
  - Candidatura per la miglior attrice a Cate Blanchett
- 2014 - Irish Film and Television Award
  - Candidatura per la miglior attrice internazionale a Cate Blanchett
- 2014 - National Society of Film Critics Awards
  - Miglior attrice protagonista a Cate Blanchett
  - Candidatura per la miglior attrice non protagonista a Sally Hawkins
- 2013 - Southeastern Film Critics Association Awards
  - Miglior attrice protagonista a Cate Blanchett
- 2014 - WGA Award
  - Candidatura per la miglior sceneggiatura originale a Woody Allen
- 2013 - Alliance of Women Film Journalists
  - Miglior attrice protagonista a Cate Blanchett
  - Candidatura per il miglior attore non protagonista a Bobby Cannavale
  - Candidatura per la miglior attrice non protagonista a Sally Hawkins
- 2014 - Argentine Film Critics Association
  - Miglior film straniero a Woody Allen
- 2014 - Art Directors Guild
  - Candidatura per la miglior scenografia per un film contemporaneo
- 2013 - Awards Circuit Community Awards
  - Miglior attrice protagonista a Cate Blanchett
  - Menzioni onorevoli
  - Candidatura per la miglior sceneggiatura originale a Woody Allen
- 2013 - Boston Online Film Critics Association
  - Miglior attrice a Cate Blanchett
- 2014 - Chlotrudis Awards
  - Candidatura per la miglior attrice non protagonista a Sally Hawkins
- 2014 - Cinema Brazil Grand Prize
  - Candidatura per il miglior film straniero
- 2014 - CinEuphoria Awards
  - Miglior attrice internazionale a Cate Blanchett
  - Candidatura per la miglior attrice non protagonista a Sally Hawkins
- 2014 - Costume Designers Guild Awards
  - Migliori costumi per un film contemporaneo a Suzy Benzinger
- 2014 - Críticos de Cinema Online Portugueses Awards
  - Miglior attrice a Cate Blanchett
- 2013 - Denver Film Critics Society
  - Miglior attrice a Cate Blanchett
  - Candidatura per la miglior sceneggiatura originale a Woody Allen
- 2013 - Detroit Film Critic Society
  - Candidatura per il miglior cast
- 2013 - Dublin Film Critics' Circle Awards
  - Miglior attrice a Cate Blanchett
  - Candidatura per il miglior film
  - Candidatura per la miglior regia a Woody Allen
- 2013 - Florida Film Critics Circle Awards
  - Miglior attrice a Cate Blanchett
- 2014 - Dorian Awards
  - Attrice dell'anno a Cate Blanchett
- 2014 - Georgia Film Critics Association
  - Miglior attrice protagonista a Cate Blanchett
  - Candidatura per la miglior attrice non protagonista a Sally Hawkins
- 2013 - Golden Schmoes Awards
  - Candidatura per l'attrice dell'anno a Cate Blanchett
  - Candidatura per l'attrice non protagonista dell'anno a Sally Hawkins
- 2014 - Guardian Film Awards
  - Miglior attrice a Cate Blanchett
  - Candidatura per la miglior battuta a Cate Blanchett
- 2013 - IGN Summer Movie Awards
  - Miglior attrice a Cate Blanchett
- 2014 - International Cinephile Society Awards
  - Candidatura per la miglior attrice protagonista a Cate Blanchett
  - Candidatura per la miglior attrice non protagonista a Sally Hawkins
  - Candidatura per la miglior sceneggiatura originale a Woody Allen
- 2014 - International Online Cinema Awards
  - Candidatura per la miglior attrice protagonista a Cate Blanchett
  - Candidatura per la miglior attrice non protagonista a Sally Hawkins
  - Candidatura per la miglior sceneggiatura originale a Woody Allen
- 2015 - International Online Film Critics' Poll
  - Miglior attrice protagonista a Cate Blanchett
  - Candidatura per la miglior attrice non protagonista a Sally Hawkins
- 2014 - Iowa Film Critics Awards
  - Miglior attrice a Cate Blanchett
- 2014 - Italian Online Movie Awards
  - Miglior attrice protagonista a Cate Blanchett
  - Candidatura per la miglior attrice non protagonista a Sally Hawkins
  - Candidatura per il miglior cast
  - Candidatura per la miglior sceneggiatura originale a Woody Allen
- 2014 - Jupiter Award
  - Candidatura per la miglior attrice internazionale a Cate Blanchett
- 2013 - New York Film Critics Circle Awards
  - Miglior attrice a Cate Blanchett
- 2014 - North Carolina Film Critics Association
  - Miglior attrice a Cate Blanchett
- 2013 - Oklahoma Film Critics Circle Awards
  - Miglior attrice a Cate Blanchett
- 2014 - Online Film & Television Association
  - Miglior attrice protagonista a Cate Blanchett
  - Candidatura per la miglior attrice non protagonista a Sally Hawkins
  - Candidatura per la miglior sceneggiatura originale a Woody Allen
- 2013 - Online Film Critics Society Awards
  - Miglior attrice protagonista a Cate Blanchett
  - Candidatura per la miglior attrice non protagonista a Sally Hawkins
  - Candidatura per la miglior sceneggiatura originale a Woody Allen
- 2014 - PGA Awards
  - Candidatura per il miglior produttore a Letty Aronson e Stephen Tenenbaum
- 2014 - Richard Attenborough Film Awards
  - Miglior attrice a Cate Blanchett
- 2013 - San Francisco Film Critics Circle
  - Miglior attrice a Cate Blanchett
- 2014 - Santa Barbara International Film Festival
  - Interprete dell'anno a Cate Blanchett
- 2013 - Screenwriters Choice Awards
  - Candidatura per la miglior sceneggiatura originale a Woody Allen
- 2013 - St. Louis Gateway Film Critics Association Awards
  - Miglior attrice a Cate Blanchett
- 2014 - Toronto Film Critics Association Awards
  - Miglior attrice a Cate Blanchett
- 2013 - Utah Film Critics Association Awards
  - Candidatura per la miglior attrice a Cate Blanchett
- 2014 - Vancouver Film Critics Circle
  - Miglior attrice a Cate Blanchett
- 2013 - Village Voice Film Poll
  - Miglior film sbagliato
  - Candidatura per la miglior attrice protagonista a Cate Blanchett
  - Candidatura per il miglior attore non protagonista a Andrew Dice Clay
- 2013 - Washington DC Area Film Critics Association Awards
  - Miglior attrice a Cate Blanchett
  - Candidatura per la miglior sceneggiatura originale a Woody Allen
- 2013 - Women Film Critics Circle Awards
  - Hall of Shame